# Jackson County Jail
Jackson County Jail (en España, La celda de la violación) es una película estadounidense de 1976, del género dramático, dirigida por Michael Miller y protagonizada por Tommy Lee Jones, Yvette Mimieux y Lisa Copeland.

## Sinopsis
Aventura violenta que muestra a una bellísima Yvette Mimieux atrapada en una sucesión de abusos y venganzas y a un Tommy Lee Jones que estaba dando sus primeros pasos en el cine como el compañero de celda que se fuga con ella, tras haber sido detenida injustamente y violada posteriormente por un policía miserable.

## Reparto
- Yvette Mimieux - Dinah Hunter
- Tommy Lee Jones - Coley Blake
- Severn Darden - Sheriff
- Robert Carradine - Bobby Ray